# Albert-Edouard Janssen
Edouard Marie Henri Albert Janssen (Antwerpen, 1 april 1883 - Hamme-Mille, 29 maart 1966) was een Belgisch politicus en minister voor de CVP.

## Biografie

### Familie
Albert-Edouard Janssen was een telg uit de familie Janssen. Hij was zoon van Ernest Janssen (1857-1913), die een neef van baron Léon Janssen, vicegouverneur van de Generale Maatschappij van België, was.
Hij trouwde in 1911 in Brussel met Marie-Henriette Scheyven (1888-1960), nicht van Raymond Scheyven.
Hij overleed op het Kasteel van Valduc in Hamme-Mille bij zijn enige dochter, gravin Elisabeth Plater-Zyberk.

### Loopbaan
Hij promoveerde tot doctor in de rechten (1907) en in de politieke en sociale wetenschappen (1911) aan de Katholieke Universiteit Leuven. Hij vestigde zich als advocaat; in 1907 deed hij stage bij Henri Carton de Wiart en in 1910 werd hij advocaat bij het hof van beroep in Brussel.

### Nationale Bank
Janssen koos echter voor een carrière bij de Nationale Bank van België, waar hij met economische studies belast werd. In deze hoedanigheid richtte hij de studiedienst op en bouwde hij in samenwerking met de Koninklijke Bibliotheek van België een wetenschappelijke bibliotheek uit. In 1914 werd hij secretaris van de Nationale Bank. Tijdens de Eerste Wereldoorlog werd hij belast met het overbrengen van fondsen naar het leger voor de uitbetaling van soldij. Ook bracht Janssen de goudreserves van de bank in veiligheid, eerst in de citadel van Antwerpen en later in Engeland. Zelf trok hij naar Le Havre, vervolgens naar Londen. Na zijn terugkeer naar Brussel was hij nauw betrokken bij de verzetsstrategie alsook de sociale politiek van de Nationale Bank; in 1915 richtte hij een coöperatieve kredietmaatschappij voor hypotheekleningen op.
Van 1919 tot 1925 was hij directeur van de Nationale Bank. Hij speelde een belangrijke rol op internationaal niveau. Hij nam deel aan missies naar de Verenigde Staten, Polen en Hongarije, evenals vergaderingen van de Commissie voor Herstelbetalingen in Parijs. Van het financieel comité van de Volkenbond was hij meerdere keren voorzitter. In die hoedanigheid hield Janssen zich bezig met de hersteloperatie van de Oostenrijkse financiën, waarin hij door Maurice Frère, later gouverneur van de Nationale Bank, werd bijgestaan.
In 1924 werd hij vertegenwoordiger van België in het comité van experts voor het Dawesplan, een internationaal plan om de Duitse herstelbetalingen na de Eerste Wereldoorlog te regelen.

### Eerste ministerschap
Vanwege zijn reputatie als monetair expert werd Janssen in 1925 teruggeroepen naar België om minister van Financiën te worden. Hij werd als 'technicus' opgenomen in de regering-Poullet-Vandervelde van 17 juni 1925 tot 19 mei 1926. Zoals de Nationale Bank was hij voor een stabilisatie, maar tegen een drastische evaluatie van de Belgische frank, wat hij een ongepaste en gevaarlijke maatregel vond. Hij onderhandelde in het buitenland om een langlopende lening te verkrijgen en om tijdens een overgangsperiode de staatsfinanciën te stabiliseren, maar nadat deze onderhandelingen mislukten nam hij ontslag als minister. Enkele maanden werd de stabilisatie alsnog doorgevoerd door de nieuwe regering van Henri Jaspar en minister Emile Francqui, deze keer met een diepe evaluatie, wat tot felle kritiek leidde.

### 1926-1938
Na zijn vertrek uit de regering keerde Janssen niet naar de Nationale Bank terug. Hij nam opnieuw zijn functie als afgevaardigd bestuurder van de Nationale Maatschappij voor Krediet aan de Nijverheid op. Verder was hij voorzitter van de Delcrederecommissie en lid van het directiecomité van de Algemene Spaar- en Lijfrentekas.
Daarnaast bleef hij verbonden aan het financieel comité van de Volkenbond. In 1929 werd hij door deze laatste instelling tot voorzitter van de Goudcommissie benoemd, die als opdracht had een rapport over het goudprobleem op te stellen. De vooropgestelde maatregelen werd op de Economische Wereldconferentie in Londen in 1933 aangenomen. Hij was een voorstander van goud als noodzakelijke basis van het internationale monetaire systeem.
Janssen bekleedde ook bestuursmandaten in de privésector bij onder meer Banque générale de Belgique, Société belge de Banque, Banque diamantaire anversoise, Union générale belge d'éléctricité, Union chimique belge en Compagnie belge d'assurances générales.
In 1935 kreeg hij twee belangrijke opdrachten: de reorganisatie van de Banque belge du travail, een financiële instelling in moeilijkheden, en de hervorming van de financiële instellingen van de Boerenbond, wat leidde tot de oprichting van water later de Kredietbank zou worden.

### Tweede ministerschap en Tweede Wereldoorlog
Van 6 december 1938 tot 9 februari 1939 was Janssen andermaal minister van Financiën, ditmaal in opvolging van Max-Léo Gérard in de tripartiete regering-Spaak I.
Bij het begin van de Tweede Wereldoorlog was hij voorzitter van de Belgische Vereniging van Banken (1940-1947). Hij was tevens interim-voorzitter van de Algemene Spaar- en Lijfrentekas. Hij nam hij deel aan de bijeenkomsten van het Comité Galopin. Hij behoorde ook, via de inlichtingendienst 'Socrates', tot degenen die financiële steun verleenden aan onder andere werkweigeraars.
Janssen voerde ook humanitaire missies uit in Zwitserland, Hongarije en Roemenië onder de vlag van het Internationaal Comité van het Rode Kruis in Genève. Ook na de oorlog bleef hij zich op humanitair vlak inzetten. Zo richtte hij de Nationale Eerbetoon aan de Moeder van het Gezin op, was hij voorzitter van een school en een gezinsdienstorganisatie, bestuurder van Caritas Catholica Belgica en voorzitter van de organisatie École et Famille en het Comité national de l'épargne mobilière.

### Derde ministerschap en senator
Van januari 1952 tot april 1954 was hij een derde en laatste maal minister van Financiën, ditmaal onder een CVP-etiket. In 1956 werd hij gecoöpteerd senator in opvolging van Paul van Zeeland en vervulde dit mandaat tot in 1965.
Janssen vervulde tevens mandaten in de privésector, alsook de publieke sector, onder meer bij de Bank voor Internationale Betalingen in Bazel, de Internationale Kamer van Koophandel en de Europese Bankenfederatie.

### Academische loopbaan
Hij was hoogleraar aan de Leuvense universiteit van 1911 tot 1953. In 1928 stichtte hij het Instituut voor Economische en Sociale Wetenschappen aan de KU Leuven, bijgestaan door zijn oud-studenten Paul van Zeeland en Fernand Baudhuin. Het werd een onderzoeksinstituut dat zich vooral op het conjunctuuronderzoek toelegde.
Hij was voorzitter van de Belgische Vereniging voor de Volkenbond, voorzitter van het Centrum voor Managementontwikkeling van de KU Leuven, lid van de Algemene Raad van de KU Leuven, voorzitter van de Revue générale belge en bestuurder van de Fondation cardiologique Princesse Lilian.

## Eerbetoon
- In 1949 werd hij benoemd tot minister van Staat.
- In Bevekom is er een Albert-Edouard Janssenstraat.
- Op de plek waar hij veertig jaar woonde, Wetstraat 85, is een herdenkingsplaat aangebracht.
- Er werden postzegels uitgegeven met zijn beeltenis.
- De Belgische Vereniging van Banken stichtte een 'Albert-Edouard Janssenprijs'.

## Publicaties (selectie)
- Les conventions monétaires internationales, Brussel, Larcier, 1912.
- 'Le problem de l'or', in Bulletin de l'Institut des Sciences économiques 5, nr. 4, 1934, 471-508.
- 'Nos finances publiques', in La vie économique et sociale, 1939.
- 'Het Europese valutaprobleem', in Tijdschrift van documentatie en voorlichting van de Nationale Bank van België, 1950.
- Livre de Raison de la famille Janssen de Mouland - quatre siècles de notes et souvenirs (1500 - 1925).